# Xã Oak Lawn, Quận Crow Wing, Minnesota
Xã Oak Lawn (tiếng Anh: Oak Lawn Township) là một xã thuộc quận Crow Wing, tiểu bang Minnesota, Hoa Kỳ. Năm 2010, dân số của xã này là 1.792 người.